# Verden (Aller)
Verden is een stad en gemeente in de Duitse deelstaat Nedersaksen. Het is de Kreisstadt van het Landkreis Verden en heeft de status van selbständige Gemeinde.
Verden telt 27.636 inwoners en is gelegen aan de Aller, niet ver van de monding in de Wezer.

## Indeling van de gemeente
Tot de stad Verden behoren behalve de, aan de oostoever van de Aller liggende, binnenstad, zeven zgn. Ortschaften, ieder met een eigen bestuur (Ortsrat):
- Borstel, rond 1250 als boerendorp ontstaan, ontwikkeld tot een stadswijk aan de oostkant van de binnenstad met ca. 2.000 inwoners
- Dauelsen, incl. Halsmühlen en Eissel, ten noorden van de stad en ten westen van de A 27, ca. 3.000 inwoners
- Döhlbergen-Hutbergen, incl.  Groß-Hutbergen, Klein-Hutbergen en Rieda
- Eitze, aan de Aller ten zuiden van Borstel, met ca. 1.500 inwoners
- Hönisch, rond 1800 ontstaan uit enige gehuchten aan de westoever van de Aller, tegenover de binnenstad en de B 215, ca. 800 inwoners
- Scharnhorst, een dorp enige kilometers ten noordoosten van de stad, aan de A27
- Walle, een dorp direct ten noorden van Scharnhorst met ca. 1.600 inwoners

Al deze Ortschaften waren tot 1972 zelfstandige gemeentes, en werden in dat jaar bij de gemeente Verden gevoegd.

## Ligging, verkeer, vervoer

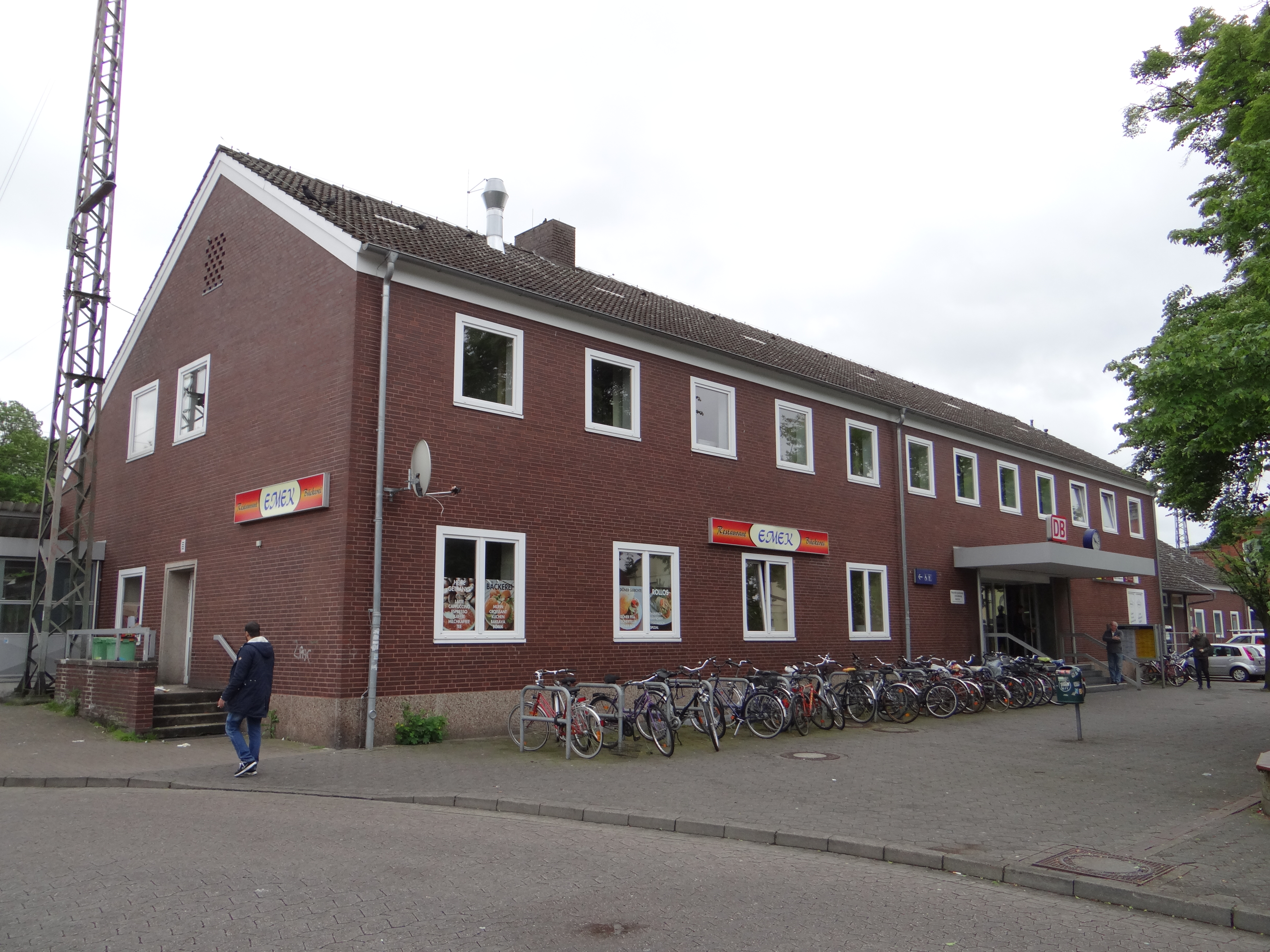
Station Verden
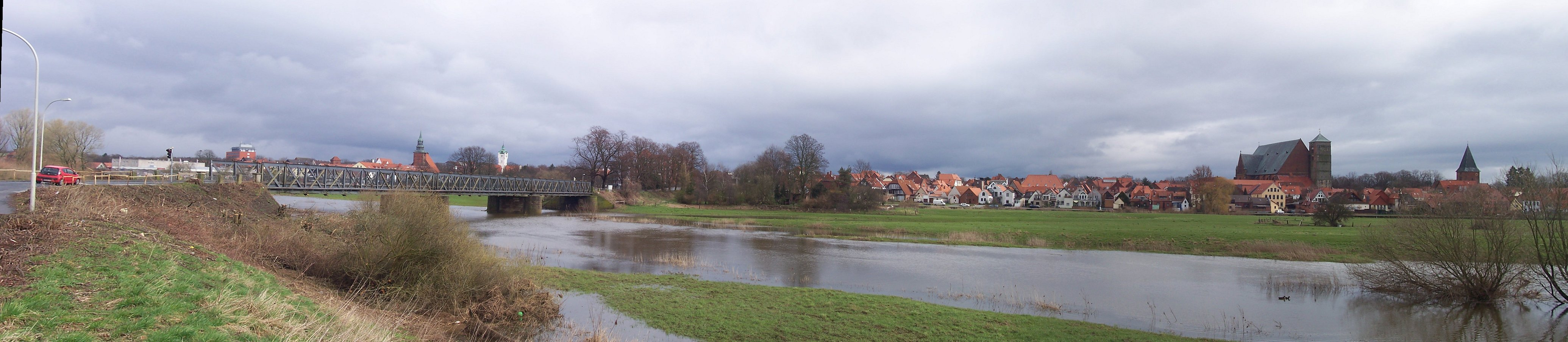
Gezicht op Verden vanaf de zuidwestoever van de Aller
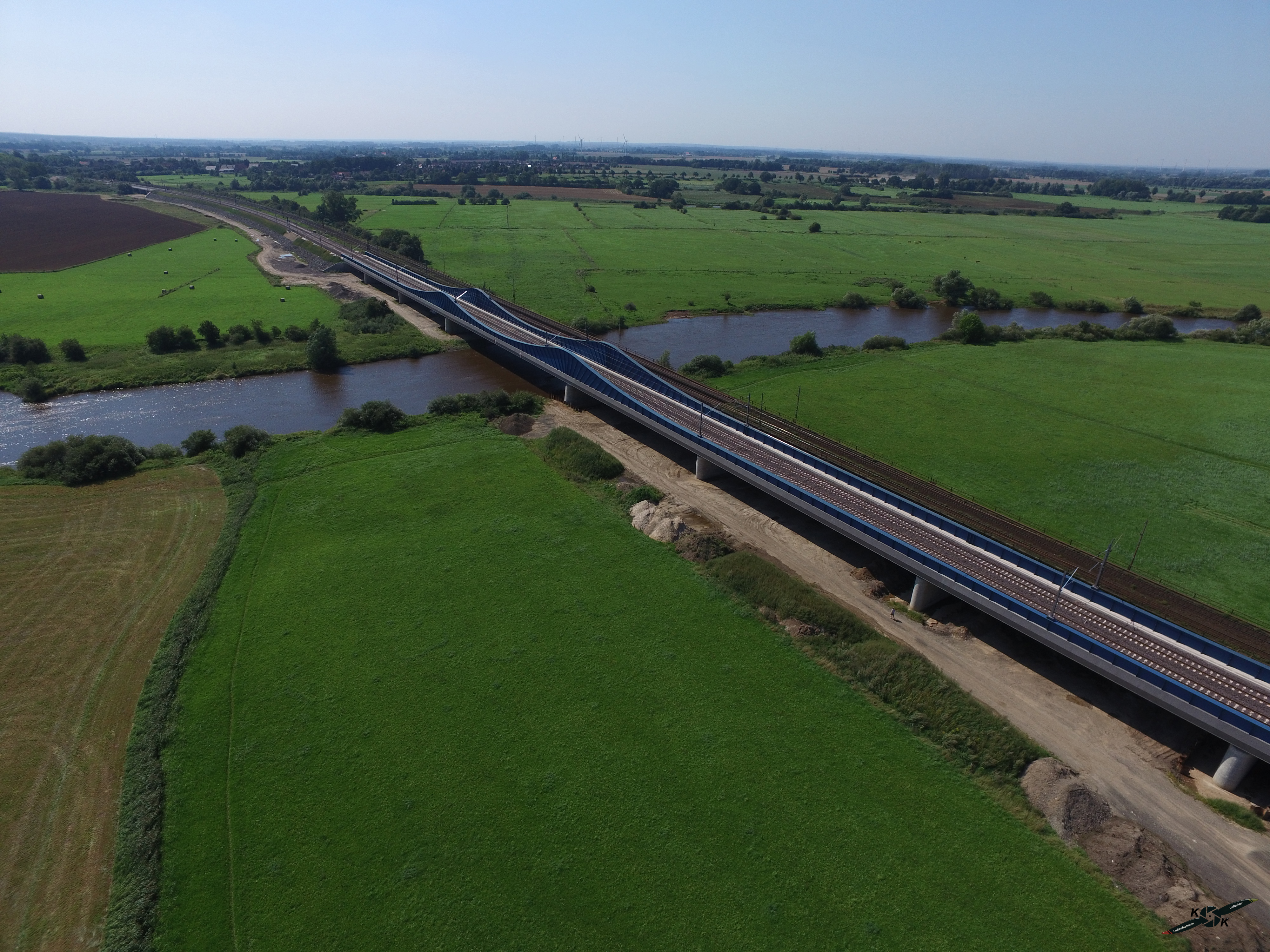
Spoorbrug over de Aller, gebouwd in 2015
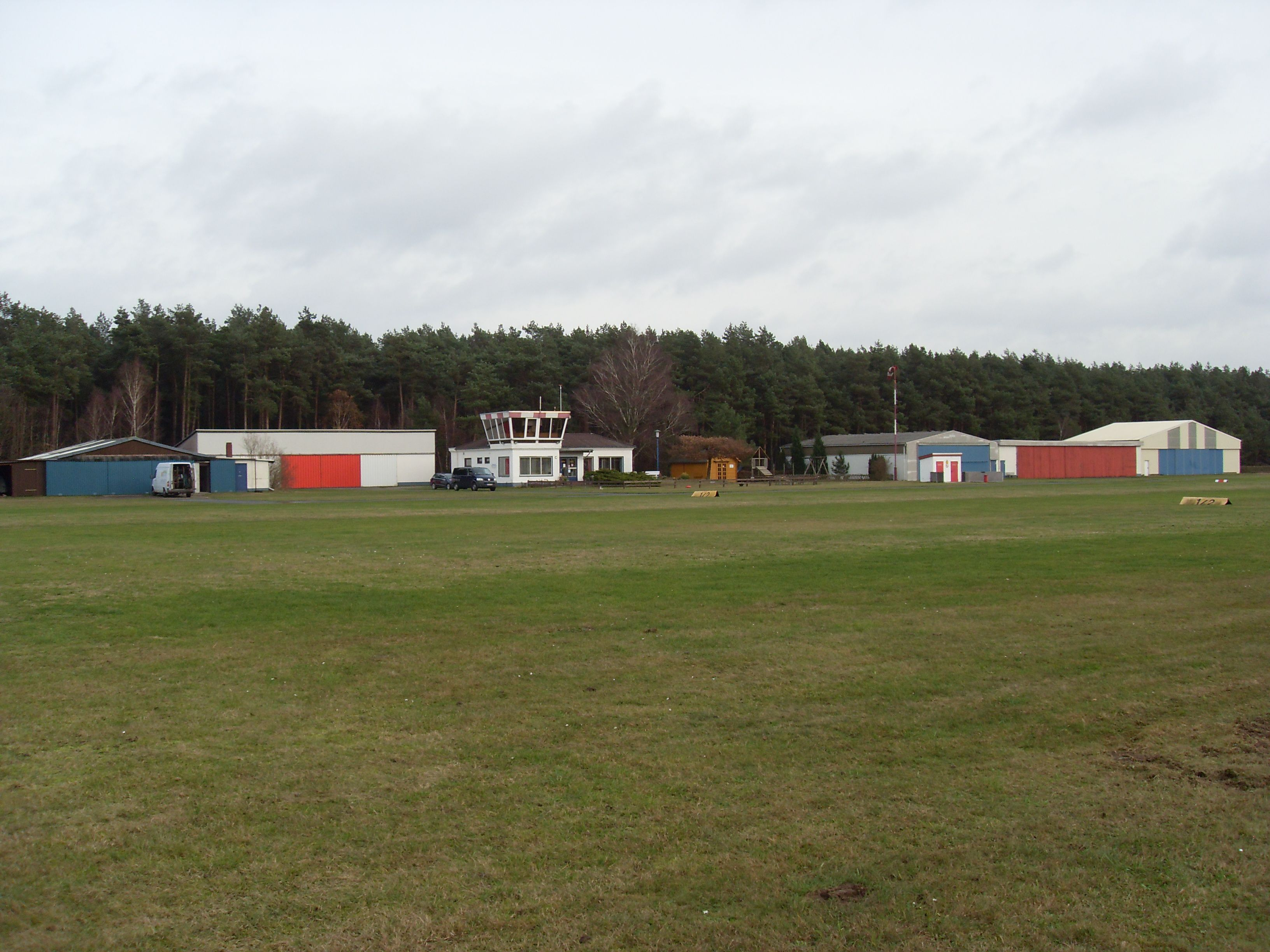
Flugplatz Verden-Scharnhorst

### Wegverkeer
Verden wordt doorsneden door de noord-zuid lopende Bundesstraße 215 ( Rotenburg (Wümme) 25 km noordwaarts; Nienburg/Weser 35 km zuidwaarts). Enkele kilometers ten noorden en oosten van de stad bevinden zich de afritten 25 en 26 van de Autobahn A27 van Bremen naar Autobahndreieck Walsrode (aansluiting op de Autobahn A7).
Een 15 km lange, tijdens hoogwater in het voorjaar af en toe als gevolg van overstroming afgesloten hoofdweg (geen Bundesstraße), leidt van Verden westwaarts, de Wezer over, naar Thedinghausen. Daar kan men rechtsaf naar Achim (5 km) of linksaf over een bochtig traject naar Syke (21 km).

### Openbaar vervoer
Station Verden (Aller) bestaat al sinds 1847 en ontwikkelde zich daarna tot een regionaal spoorwegknooppunt. In en om Verden takten verscheidene kleine spoorlijnen af van de grote spoorlijn Nienburg (Weser) -Bremen, waar het station van Verden aan ligt.
Van deze zijlijnen is de 27 km lange lijn naar Rotenburg (Wümme) nog in gebruik (ieder uur in de spits, iedere twee uur daarbuiten, een stoptrein in beide richtingen). Het stationnetje aan deze lijn te Walle (gemeente Verden) is uitsluitend een rangeerstation, waar passagierstreinen niet stoppen.
Van Verden liep vroeger een kleine spoorlijn via Eitze naar Walsrode, maar deze is thans alleen nog een museumspoorlijntje (hoewel er incidenteel ook nog goederentreinen op rijden om de diervoederfabriek te bedienen).
De spoorlijn Uelzen - Langwedel, waarover nog passagierstreinen rijden, loopt 7 km ten zuiden van eindstation Langwedel door Scharnhorst, een Ortsteil van Verden, heen, maar de treinen stoppen er niet.
Verden heeft een beperkt busnet richting de omliggende plaatsen. Enkele bussen rijden iedere twee uur, in de spitsuren vaker. De meeste bussen rijden alleen in de ochtendspits en na het uitgaan van de scholen. Dit zijn scholierenlijnen, die dus niet 's avonds, in de weekeinden en in de schoolvakanties rijden. Forensen en scholieren worden aangemoedigd, hun dagelijkse rit zo mogelijk per fiets af te leggen.

### Waterwegen
Verden ligt aan de rivier de Aller op twee kilometer ten zuiden van de monding van de Aller in de Wezer. De scheepvaart op de rivier, die in de periode 1910-1970 vanwege de vervoersbehoefte door aardolie- en kaliwinning in Wietze en nabij Celle van groter belang was dan na 1970, is nagenoeg geheel beperkt tot rondvaartboten en pleziervaart.  De dorpjes Klein- en Groß-Hutbergen liggen in het uiterwaardgebied van zowel Aller als Wezer en hebben, met name in het voorjaar, regelmatig te kampen met wateroverlast door hoogwater.

### Vliegverkeer
Verden heeft een klein vliegveld, Flugplatz Verden-Scharnhorst, dat geschikt is voor hobby- en kleine zakenvliegtuigjes. Ook mogen er luchtballons en helikopters opstijgen en landen.  Het heeft ICAO- code: EDWV en ligt 6 km ten noordoosten van de stad. Het veld heeft één graspiste van 510 meter lengte en 30 meter breedte.

## Economie
In stadsdeel Eitze staat een, door een dochteronderneming van Mars Incorporated geëxploiteerde, grote fabriek van huisdiervoeders.
De stad is rijk aan kleine en middelgrote bedrijven van voornamelijk regionaal belang, in veel uiteenlopende branches. Het grootste van die bedrijven fabriceert koffieautomaten.
Verden is bekend om zijn paardenfokkerijen.

## Geschiedenis
In de omgeving van Verden, o.a. bij Dauelsen, zijn grafheuvels uit de Bronstijd gevonden.
In 1830 stelde de historicus Christoph Gottlieb Pfannkuche, dat in een geschrift van Claudius Ptolemaeus rond het jaar 150 de naam Thuliphurdium voorkomt, en dat daarmee het latere Verden bedoeld wordt. 
In 782 vond hier het bloedbad van Verden plaats, waarbij duizenden gevangengenomen Saksen in opdracht van Karel de Grote werden onthoofd. 
Uit het jaar 860 dateert een door Ansgarius opgetekend verslag over vermeende wonderbare genezingen op het graf van bisschop Willehad van Bremen, in de Dom van Bremen. Dit zeldzame document vermeldt en dateert ieder genezingswonder, met de herkomst van degene, aan wie het zou zijn geschied. Het is voor vele plaatsen in de regio's rond Bremen en Verden de oudste overgebleven naamsvermelding. Dit geldt ook voor Eitze in de landstreek Sturmi, de regio rond Verden en Rotenburg aan de Wümme.
Zie voor de politieke geschiedenis vanaf de middeleeuwen tot 1866 ook: Hertogdom Verden.
In de vroege middeleeuwen was Verden een prinsbisdom. In 1259 kreeg Verden stadsrechten. Na de Reformatie in 1568 ging een deel van het wereldlijke gebied van de bisschop over in het vorstendom Verden, bestaande uit Verden en enkele omliggende dorpen. Sinds de Reformatie is de overgrote meerderheid van de christenen in Verden evangelisch-luthers.
In de  16e en 17e eeuw vonden enige tientallen vrouwen en 9 mannen de dood als gevolg van heksenprocessen. Uiteindelijk verbood de Zweedse kroon, die van 1648 tot 1719 de hoogste macht in  Bremen-Verden had, de heksenvervolgingen.
Na de Napoleontische tijd lag Verden van 1815-1866 in het Koninkrijk Hannover, daarna in het Koninkrijk Pruisen en vanaf 1871 in het Duitse Keizerrijk.
Op 14 december 1934 gebeurde bij Walle, gemeente Verden, een zwaar verkeersongeluk, waarbij 16 doden vielen. Een autobus met daarin een toneelgezelschap reed bij duisternis en dichte mist door de gesloten spoorbomen van een overweg heen, juist toen daar een trein passeerde. Deze trein was van Bremen naar Berlijn onderweg. Tot de passagiers behoorde Adolf Hitler zelf, die pas na aankomst iets van de ramp bespeurde. Alle slachtoffers waren inzittenden van de bus.
Vanaf 1933 was Verden garnizoensstad, eerst van de Wehrmacht; voor grote verwoestingen tijdens de Tweede Wereldoorlog bleef de stad gespaard. Vanaf 1945 tot 1993 was Verden een garnizoensstad van het Britse Rijnleger.
In 1967 was John Lennon enige tijd in Verden voor filmopnames van de film How I Won the War, waarin Lennon een van de hoofdrollen speelde.

## Bezienswaardigheden, natuurschoon, toerisme
- De Dom van Verden is een zeer bezienswaardig kerkgebouw.
- De St. Andreaskerk is een deels romaanse, deels gotische kerk in het centrum. Ze werd in 1220 gebouwd en heeft een aparte loge voor de voormalige bisschop.
- De St. Johanneskerk is een deels romaanse, deels gotische kerk in het centrum. Ze werd tussen 1150 en 1408 gebouwd. De kansel uit 1598 geldt als kunsthistorisch belangrijk.
- De binnenstad van Verden bezit nog tamelijk veel oude (vakwerk)huizen en andere historische gebouwen.
- Het uit 1577 daterende vakwerkhuis aan de Strukturstraße 7 in de binnenstad is voor culturele doeleinden in gebruik.
- In het centrum van Verden staat het Duitse Paardenmuseum. In de stad en haar omgeving vinden doorheen het jaar verschillende paardensportevenementen plaats.
- In het Domherrenhaus uit 1708 is het Historische Museum van Verden en zijn bisdom gevestigd. Een bijzonder stuk in dit museum is de in 1948 in de gemeente Kirchlinteln gevonden Lans van Lehringen. Ongeveer 115.000 jaar geleden heeft een Neandertaler dit ca. 2,5 meter lange steekwapen van taxushout in het lichaam van een volwassen Palaeoloxodon antiquus, een Europese woudolifant gestoken. Het dier stortte zijwaarts neer in een ondiep, drassig meertje. De spies bleef in het dode dier steken en bleef -weliswaar in vele stukken gebroken- grotendeels bewaard. De vondst is het oudste bewijs, dat Neandertalers op groot wild jaagden.
- Van Verden naar Eitze kan men ritjes in historische treinen maken over de museumspoorlijn.
- Verden behoort tot de gemeenten, die het fietstoerisme, o.a. over langeafstands-fietsroutes, stimuleren.
- RitterRost-Magic Park Verden, een sprookjes- en pretpark voor gezinnen met kinderen, dicht bij de A27
- Sachsenhain, gedenkplaats van het bloedbad van Verden.
- Natuurreservaat Verdener Dünen, uniek 15,6 ha groot, reeds in 1930 tot natuurreservaat verklaard rivierduingebied aan de Aller ten noordoosten van de stad

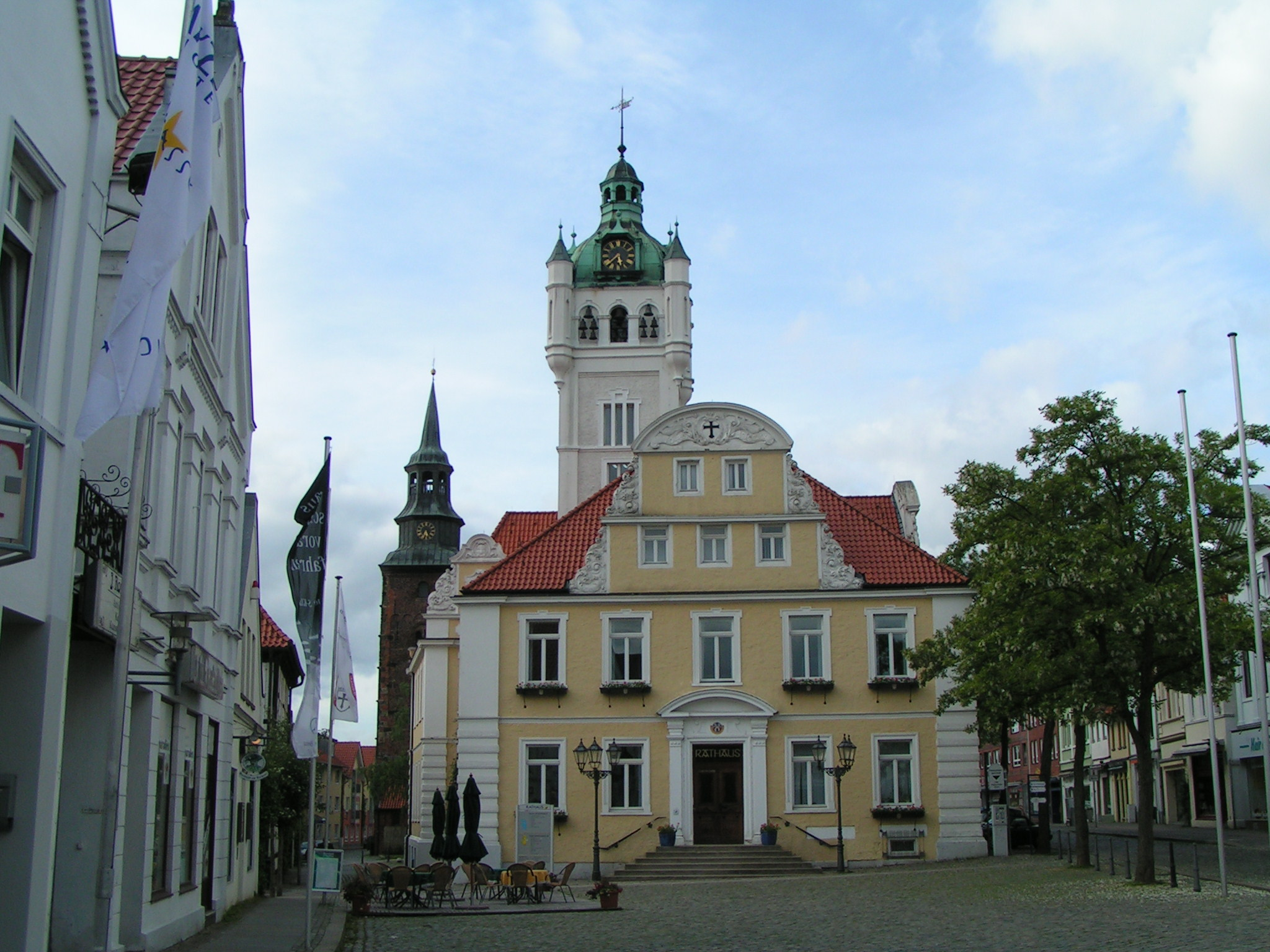
Raadhuis; op de achtergrond de Johanneskerk
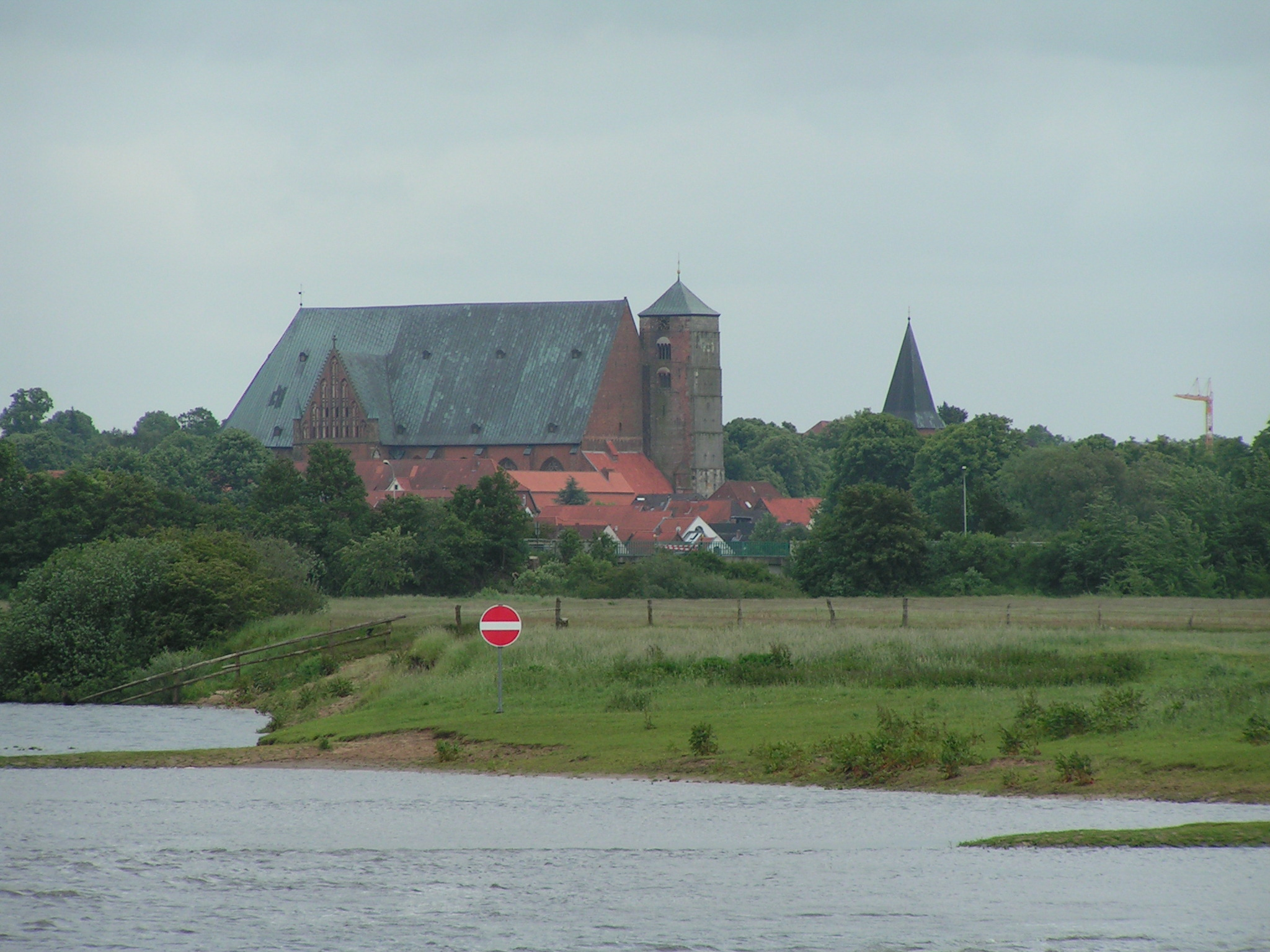
Dom te Verden (1)
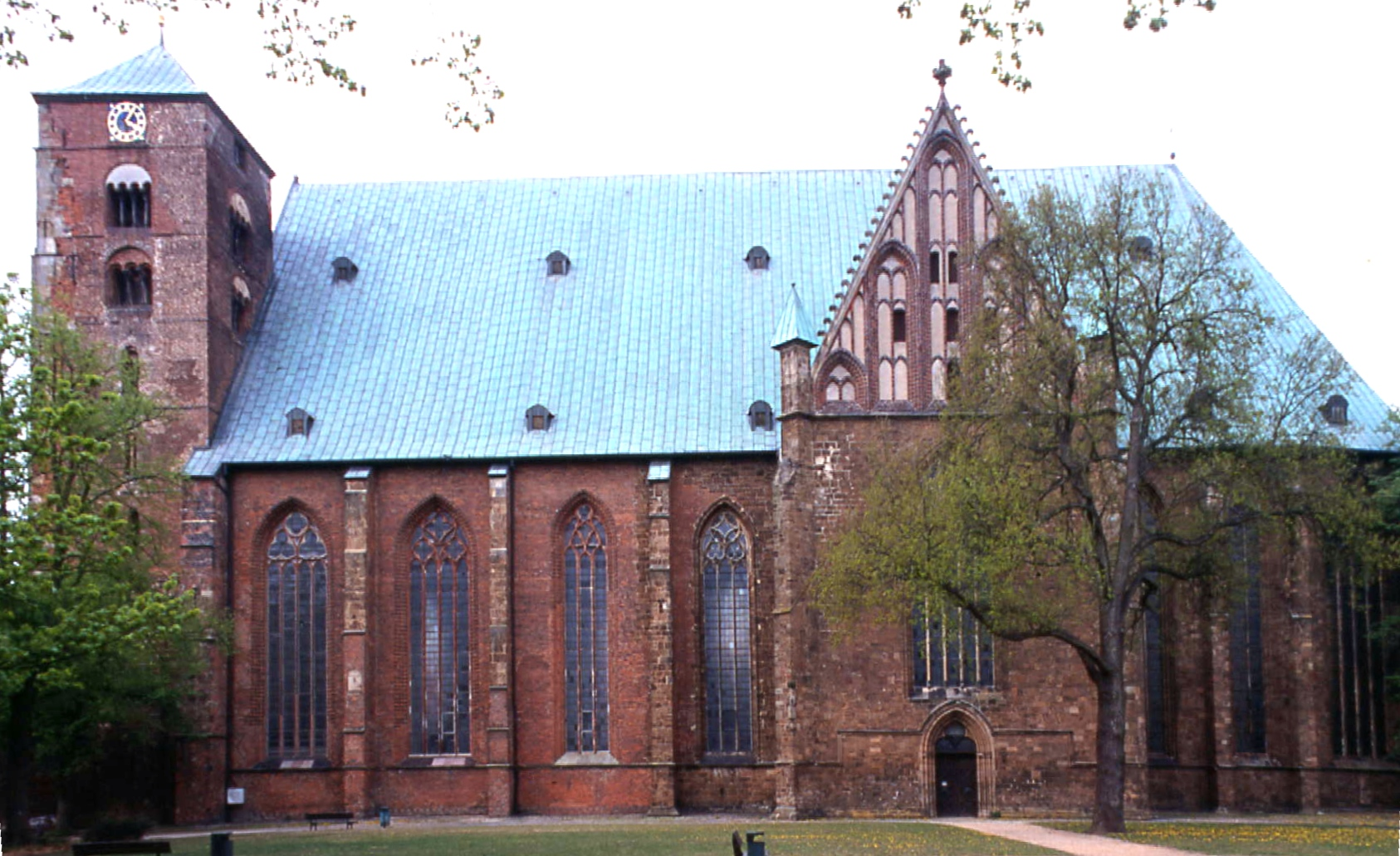
Dom te Verden (2)
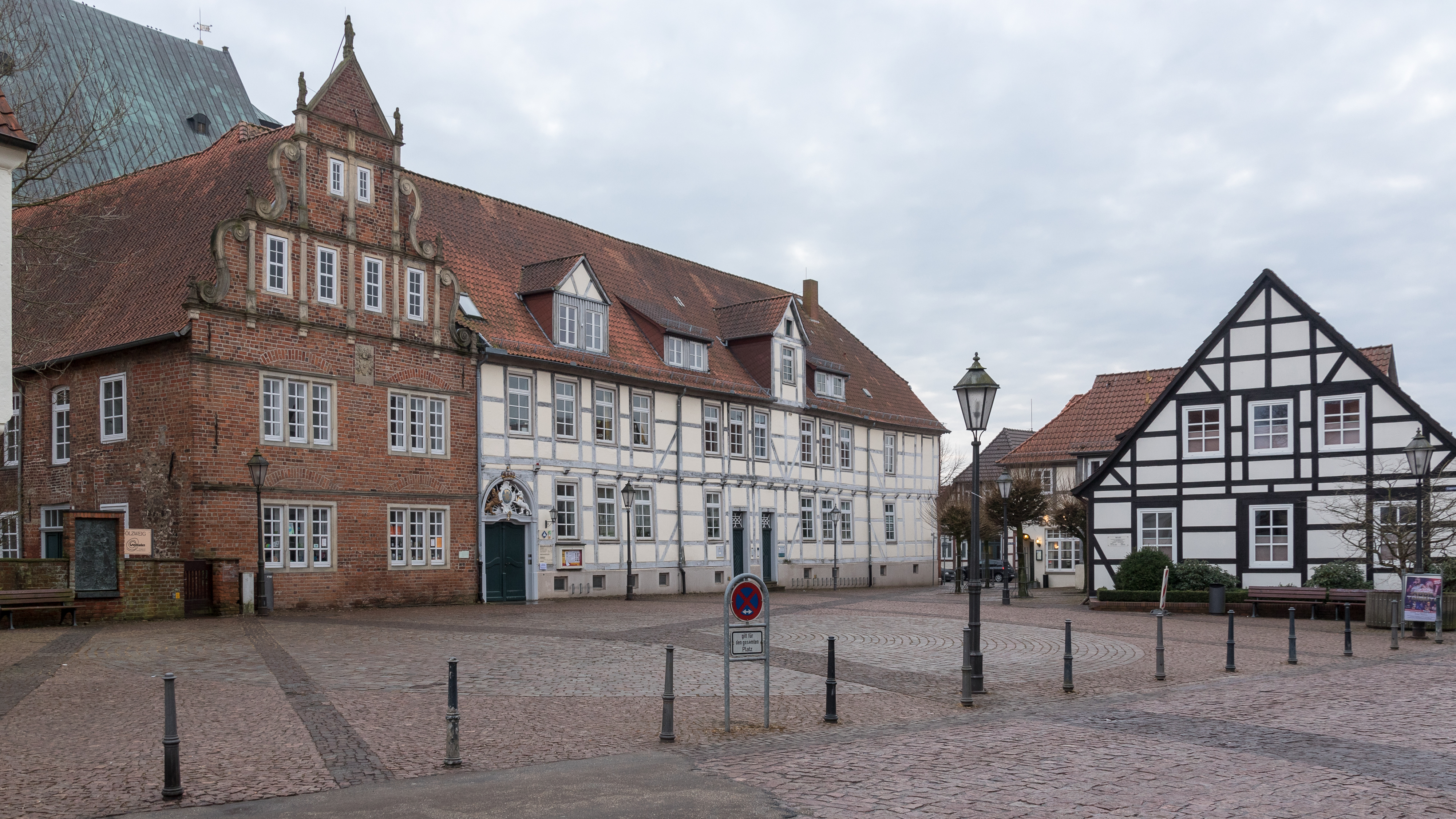
Plein voor de Dom „Lugenstein“ (2018)
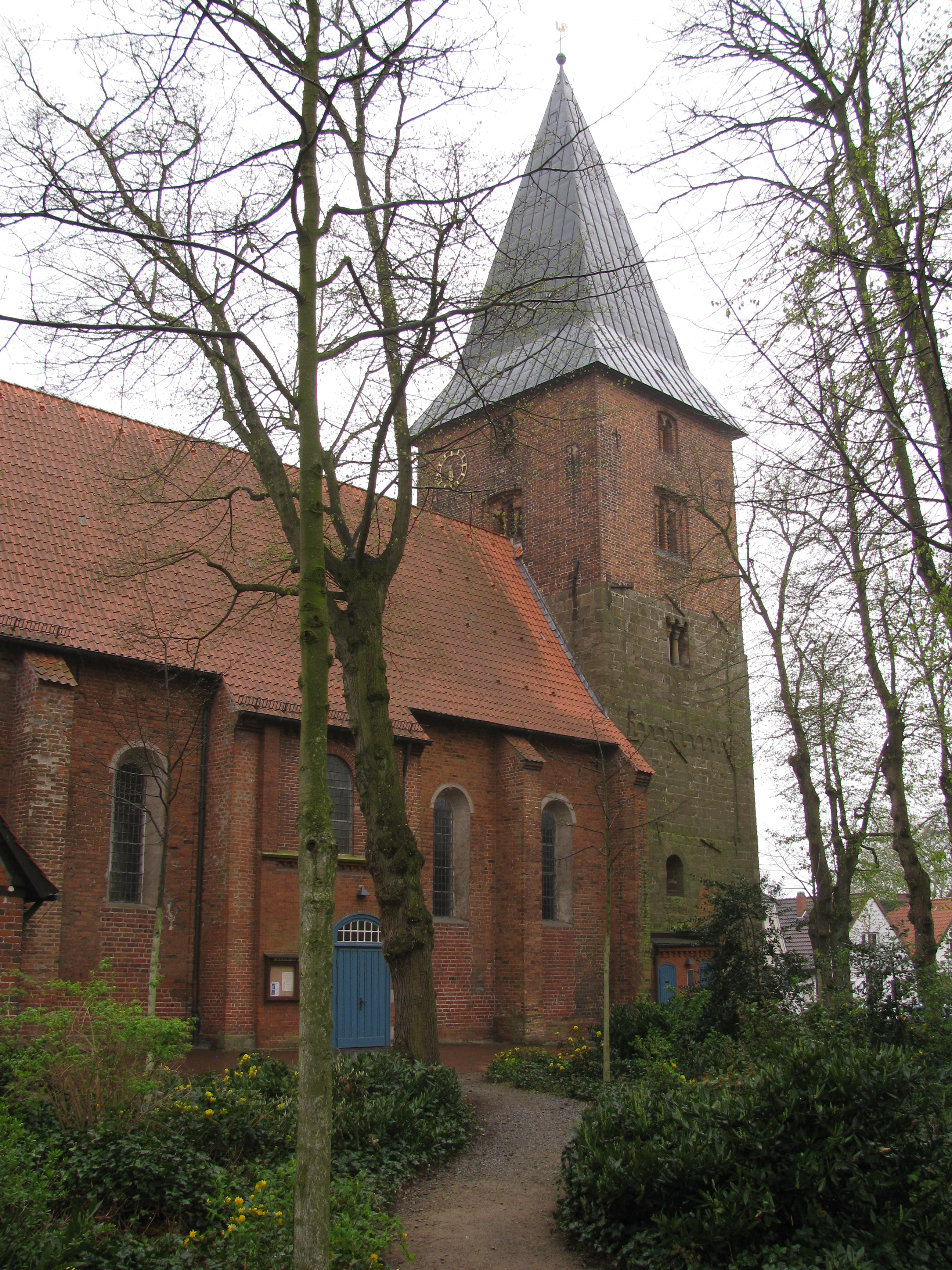
St. Andreaskerk
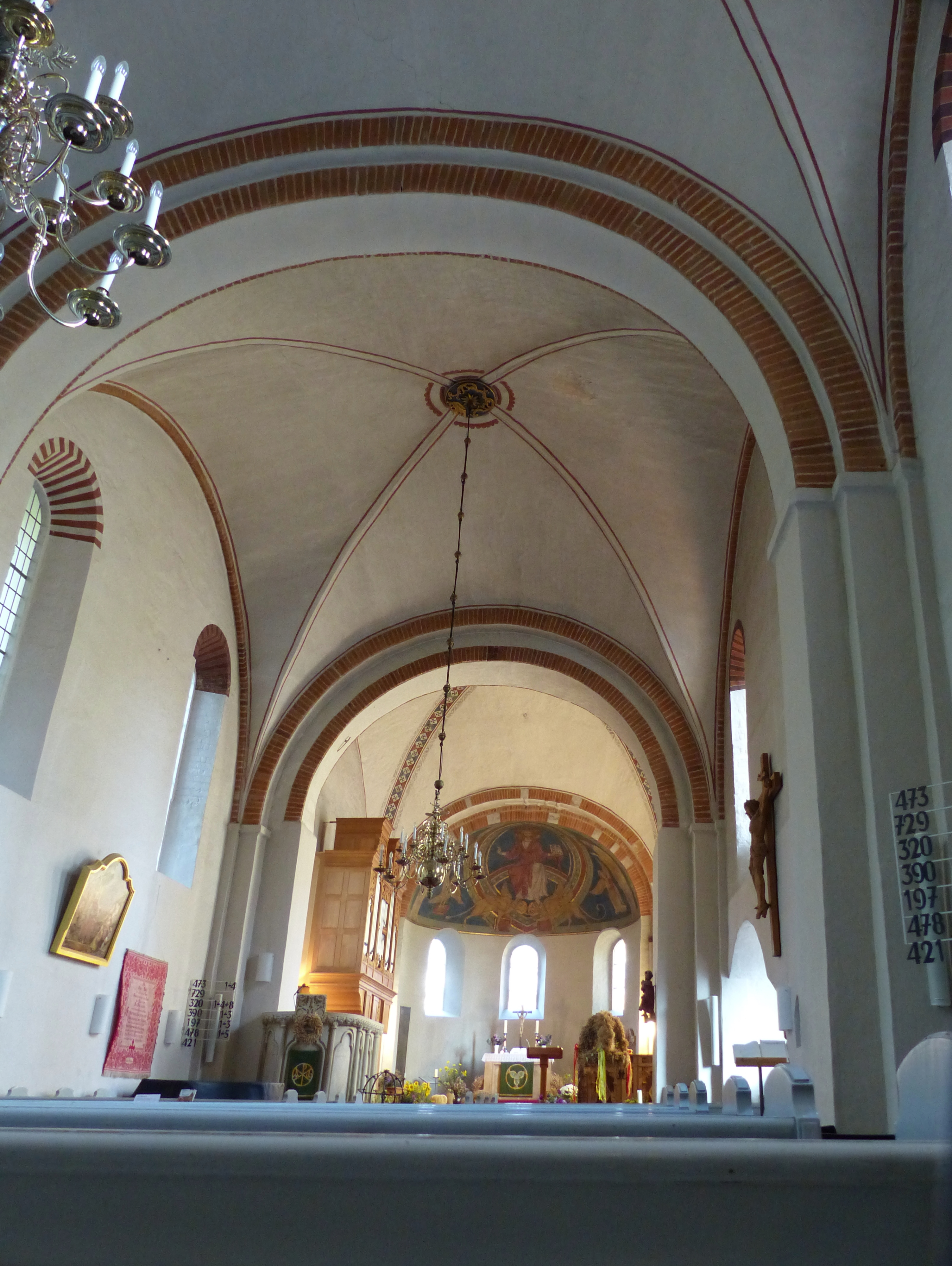
Interieur St. Andreaskerk
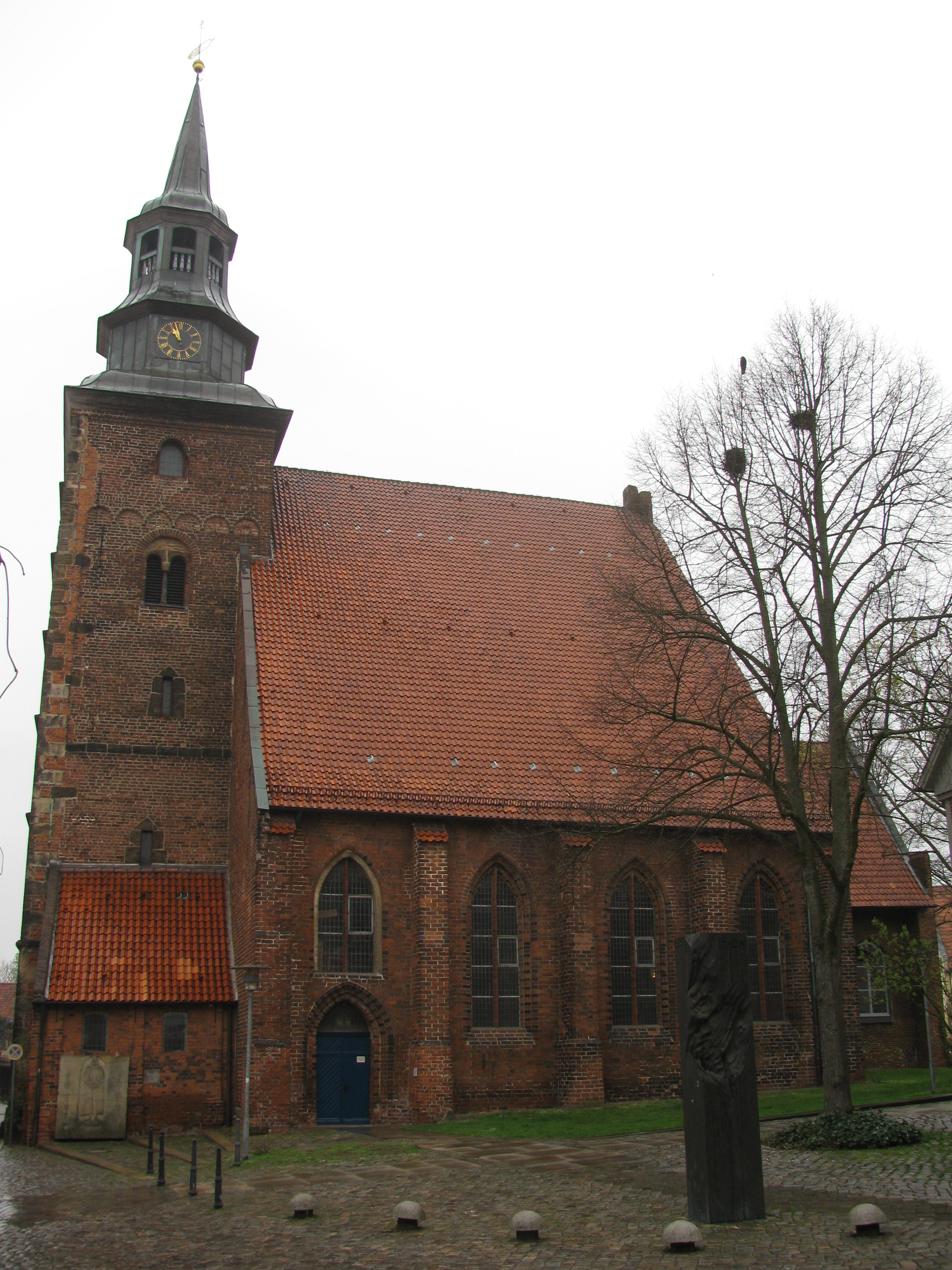
St. Johanneskerk
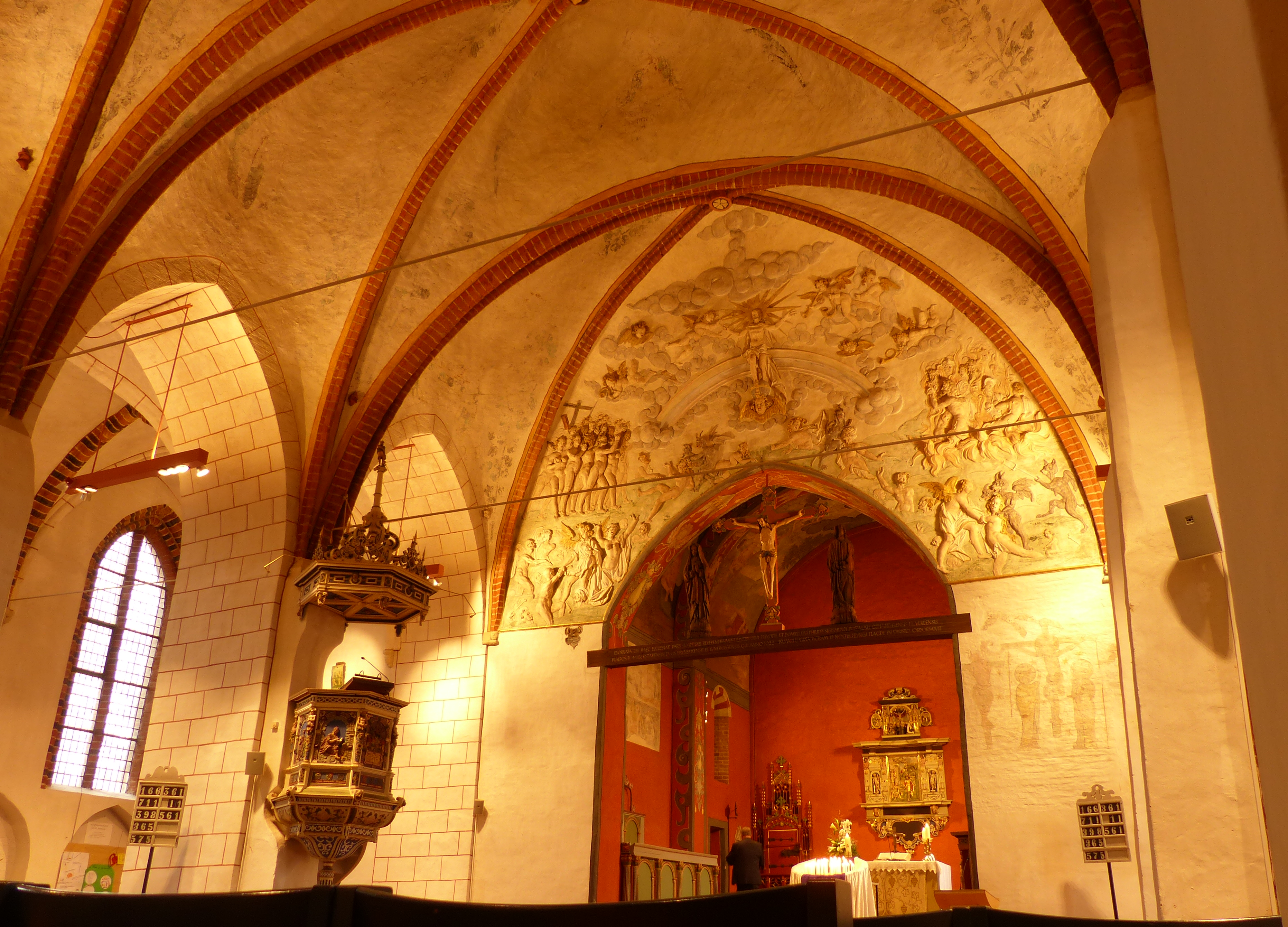
Interieur St. Johanneskerk met de uit hout gesneden kansel (1598)
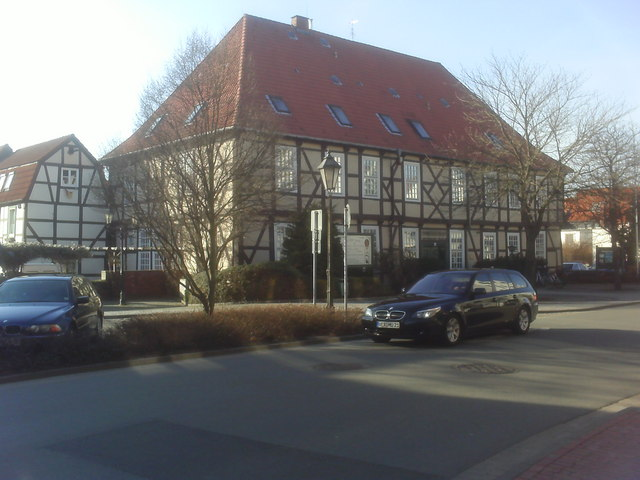
Domherrenhaus (stedelijk historisch museum)
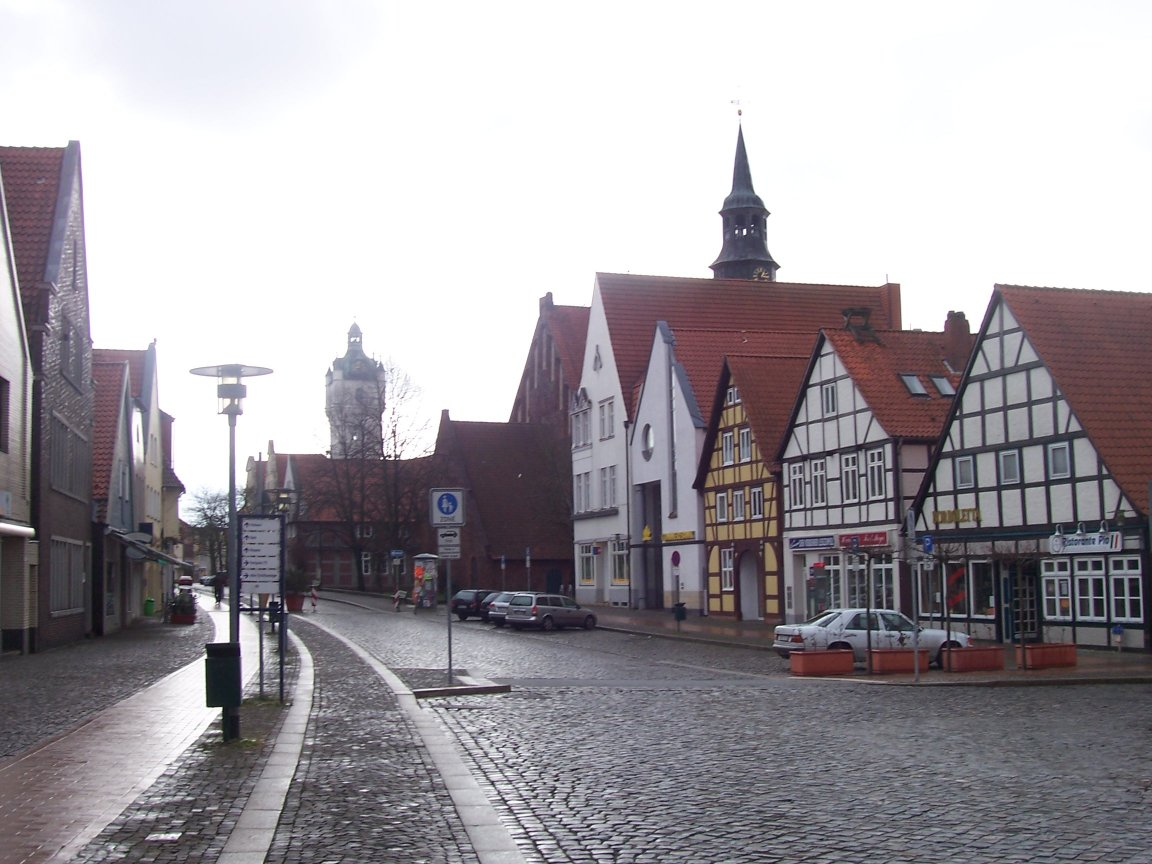
De Große Straße te Verden
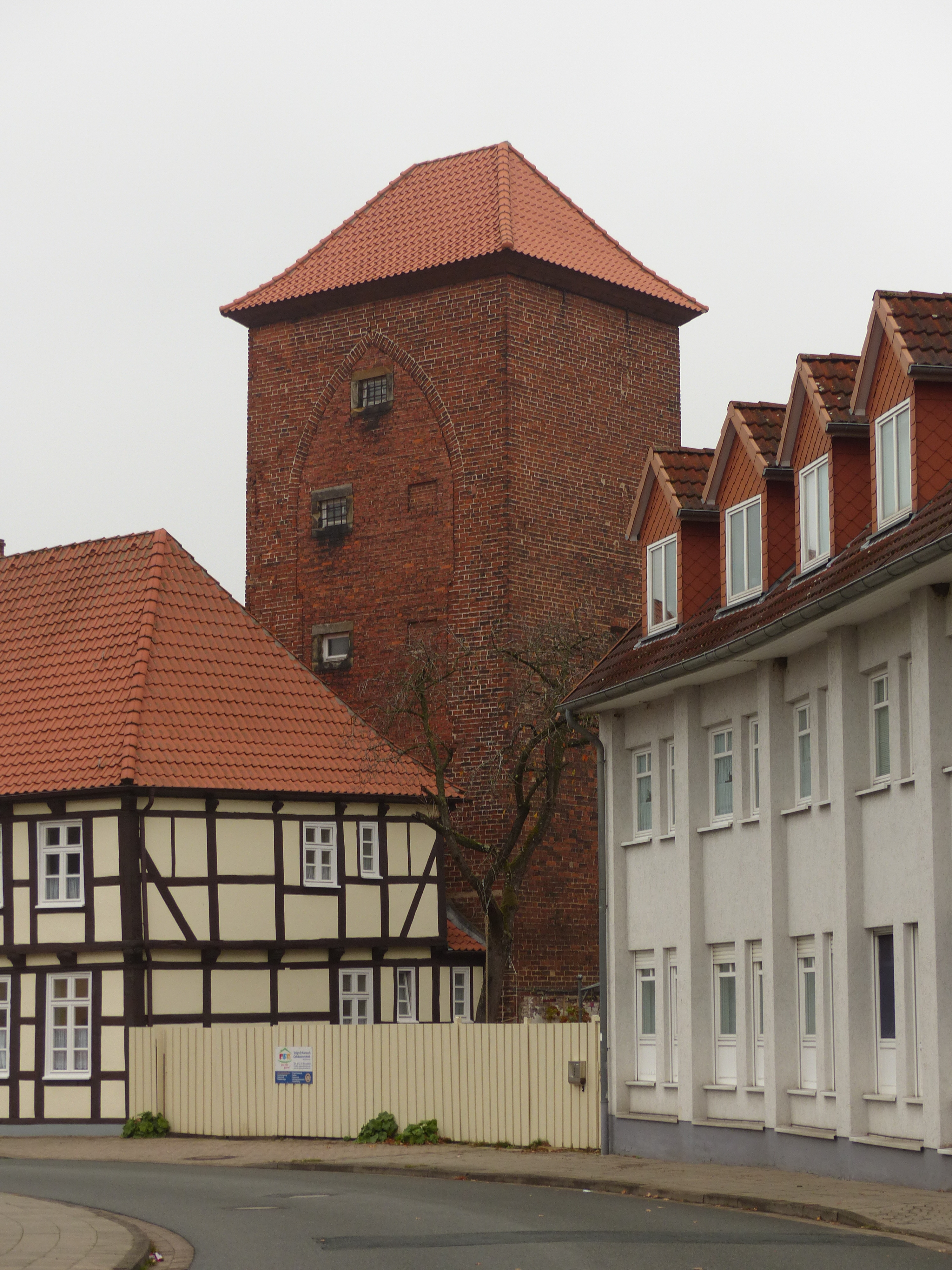
Toren aan de Piepenbrink te Verden
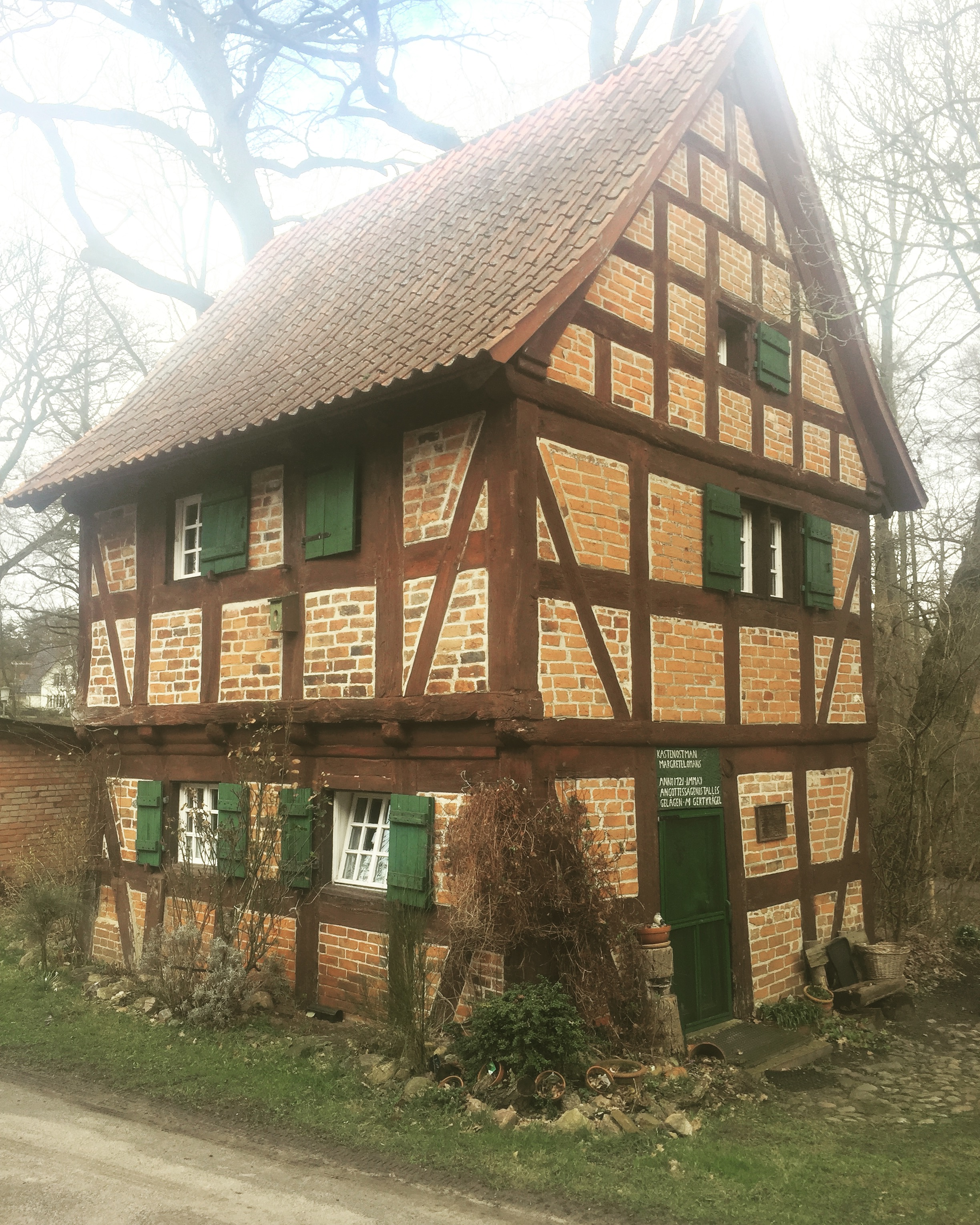
Eitze, vakwerkhuisje (1721)
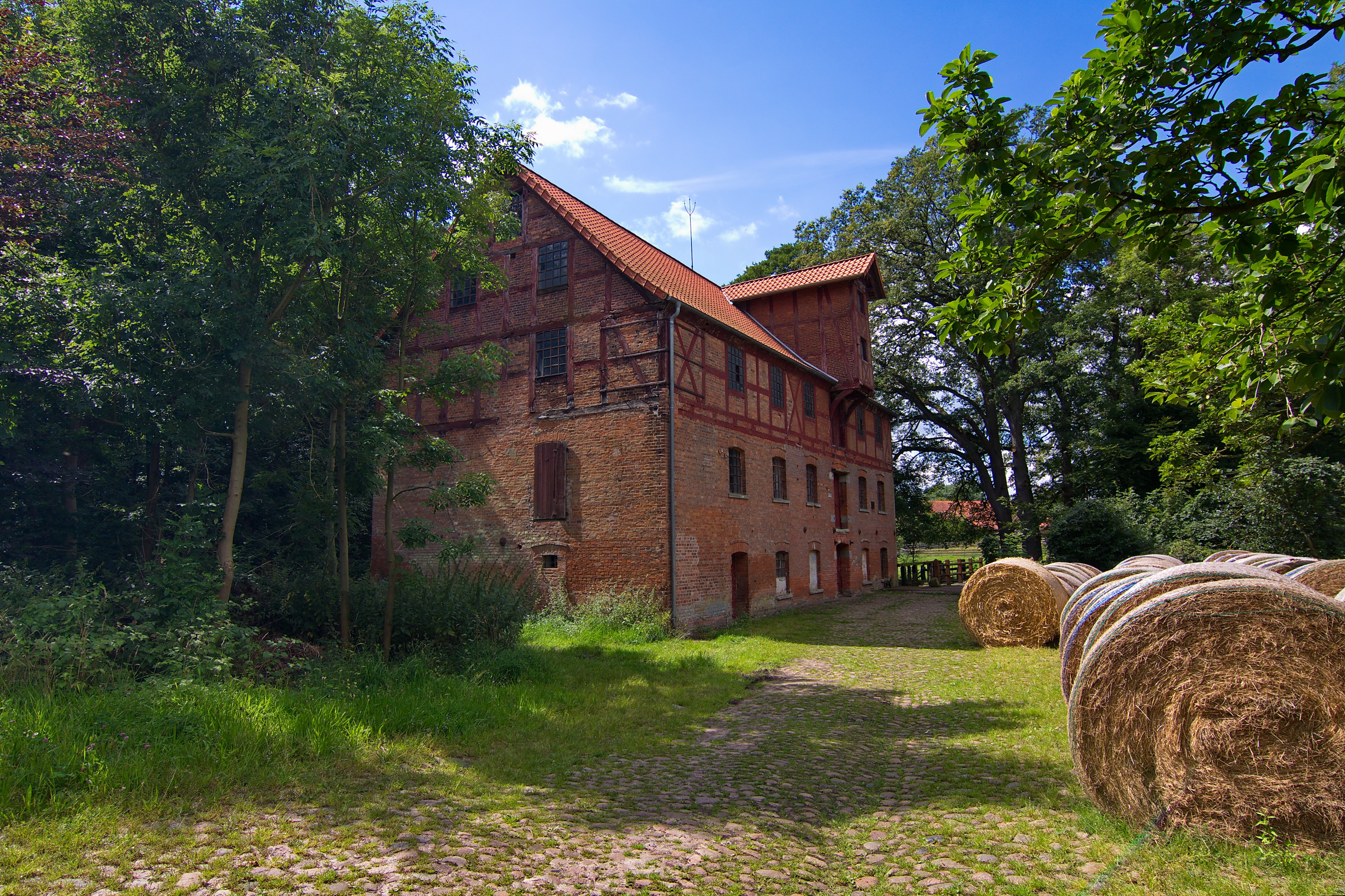
Eitze, oude watermolen
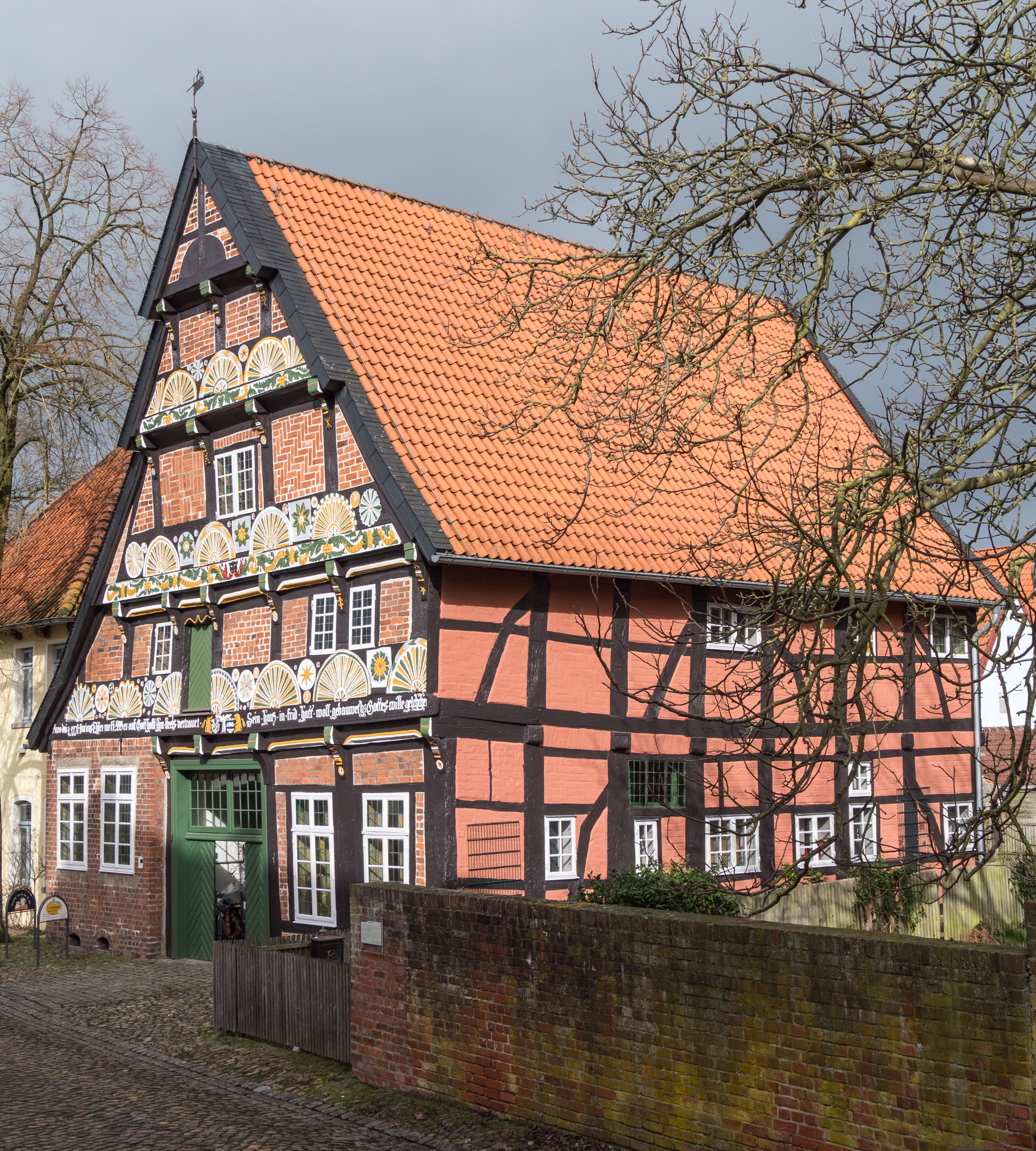
Huis Strukturstraße 7, Verden
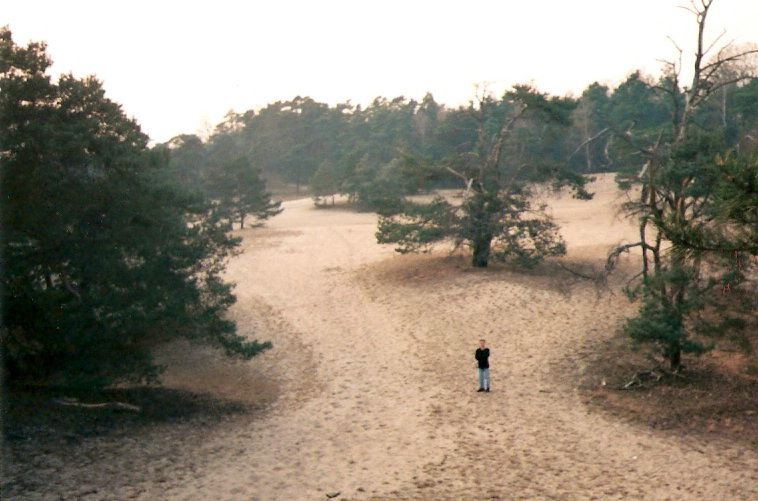
Natuurreservaat Verdener Dünen

## Belangrijke personen in relatie tot Verden

### Geboren
- Anita Augspurg (1857-1943), jurist, activist van de radicale vrouwenbeweging en pacifist

### Overigen
- Walther von Seydlitz (1888-1976), Duits generaal, woonde in de jaren rond de Tweede Wereldoorlog, als hij verlof had, bij zijn gezin te Verden.

## Partnergemeenten
- FRA Saumur/Frankrijk (sinds 1967),
- GER Havelberg/Sachsen-Anhalt, Duitsland (1990),
- Verenigd Koninkrijk Warwick/Verenigd Koninkrijk (1990),
- POL Zielona Góra (tot 1945: Grünberg) / Polen (1993),
- RUS Bagrationovsk, Russisch: Багратионовск, (tot 1945: Preußisch Eylau in Oost-Pruisen) / Rusland (1996),
- POL Górowo Iławeckie (tot 1945: Landsberg) / Polen (1996),
- POL Powiat Bartoszycki (tot 1945: Grünberg) / Polen (1993).